# Yalnızağaç, Tuşba
Yalnızağaç là một xã thuộc huyện Tuşba, tỉnh Van, Thổ Nhĩ Kỳ. Dân số thời điểm năm 2011 là 307 người.